# Pietro Antonio Solari
Pietro Antonio Solari (asi 1450, Milán – 1493, Moskva) byl italský architekt a sochař.

## Život
Solari byl synem a žákem Guiniforta Solariho (1429–1481). Pracoval na „Milánském dómě“ a odešel kolem roku 1490 do Moskvy, kde s jiným italským architektem Marcem Ruffem pracovali na stavbě paláce Moskevského kremlu. V roce 1491 pracovali společně s Marcem Ruffem na audienční a trůnní hale cara Ivana III. a vytvořili fasetový palác, dnes je to ještě nejstarší světská stavba v Moskvě. Solari navrhl také věž Borovickaja (název odvozen od stromu borovice). Byla jiná než ostatní jeho moskevská díla. Stavbu provedl Aristotile Fioravanti (asi 1415/20–1486) v italském renesančním slohu.